# Province de Pistoia
La province de Pistoia est une province italienne, constituée en 1927  sous l'impulsion de Benito Mussolini et faisant partie de la région Toscane.
Le chef-lieu de la province est Pistoia.

## Géographie
La province est une des plus petites d'Italie, la plus petite étant la province de Prato voisine à l'est.
La province est surtout constituée de collines, on retrouve notamment au sud les Monte Albano qui s'étendent jusque dans la ville métropolitaine de Florence. On retrouve des plaines au sud-ouest et autour de Pistoia (notamment près de l'Ombrone). Au nord on retrouve uniquement un relief montagneux, la ligne de partage des eaux des Apennins traversant la province.
La province de Pistoia est limitrophe des villes métropolitaines de Bologne au nord et de Florence au sud. Elle est également limitrophe des provinces de Modène au nord-ouest, de Prato à l'est et de Lucques à l'ouest.

## Tourisme
- Centre historique de Pistoia (duomo di San Zeno, pieve Sant'Andrea, hôpital du Ceppo).

## Administration

### Jumelage
Avec la Province d'Alexandrie (Italie) depuis 2003.